# Раковський Йосиф
Отець Йосиф Раковський (6 жовтня 1870, Львів — 16 листопада 1944) — галицький священник і педагог-агроном, один з піонерів громадської агрономії в Галичині. Батько Романа Раковського.

## Життєпис
Учитель природознавства й сільського господарства в учительських семінаріях у Сокалі, Заліщиках і Станиславові, з 1932 року в Львові.
Організатор гуртків (кружків) і філій Товариства «Сільський господар» (серед іншого — довголітній голова філії у Станиславові), співорганізатор Просвітньо-Економічного Конгресу 1909 р.
Похований на 59 полі Личаківського цвинтаря.

## Доробок
Автор статей в економічних журналах, кількох популярних брошур з ділянки сільського господарства тощо.